# Poppea delicata
Poppea delicata är en insektsart som beskrevs av Frederick Byron Plummer. Poppea delicata ingår i släktet Poppea och familjen hornstritar. Inga underarter finns listade i Catalogue of Life.